# Cerithium eburneum
Cerithium eburneum är en snäckart som beskrevs av Bruguiere 1792. Cerithium eburneum ingår i släktet Cerithium och familjen Cerithiidae.

## Underarter
Arten delas in i följande underarter:
- C. e. eburneum
- C. e. algicola